# Galdaramiño
El monte Galdaramiño o Galadaramuño tiene una altitud de 669 m y se encuentra en el territorio histórico de Guipúzcoa, en el País Vasco (España).
Forma, junto con otras dos cumbres, un pequeño cordal donde se hallan los collados de Arraotz (576 m) y Azurtza (505 m). Se sitúa sobre Éibar y Placencia de las Armas, dejando al sur la villa de Elgueta. En la parte de Placencia se abre el pequeño valle de Sagar Erreka, cuyo río, históricamente, ha proveído de agua a la ciudad de Éibar.
Este monte se encuentra cubierto de bosques autóctonos, de hayas y robles, y de pinares (pino insignis) dedicados a la explotación forestal. También tiene praderas donde pasta el ganado. 
La cumbre de Galdaramiño fue una de las primeras en ser conquistadas por las antenas. La construcción de la autopista AP-8 (Bilbao- Behovia) ubicó una de sus antenas de comunicaciones en su cima ya en 1975. Esta construcción ha obligado a la realización de una carretera de hormigón para llegar cómodamente a ella.
Etimológicamente, el nombre de Galdaramuño puede venir de Kaldara, calero y muño(a), colina, algo así como colina del calero.
Desde 2009 se celebra la "Carrera por montaña Galdaramiño"  que actualmente consta de 18 km y 930 metros de desnivel positivo. La prueba se celebra en el barrio eibarrés de Urki. Durante la misma se asciende a 4 montañas: Galdaramiño ( 669 m ), Azkonabitza ( 726 m ), Topinburu ( 590 m ) e Ilordo ( 525 m ).

## Rutas de ascenso
- Desde Elgueta es muy sencilla la subida; una vez alcanzado el collado de Arraotz se sigue el camino hasta la cumbre.
- Desde Éibar, se sube hasta dicho collado y se sigue la misma ruta.
- Desde Soraluze, la subida se realiza por Sagar Erreka hasta alcanzar el collado de Azurtza, donde se toma una pista de hormigón que lleva a la cumbre.

Tiempos de acceso
- Elgueta : 45 min
- Eibar: 1 h 30 min
- Soraluze: 1 h 45 min[2]